# Departamento de la Armada de Estados Unidos
El Departamento de la Marina de los Estados Unidos (DoN; en inglés: United States Department of the Navy) es uno de los tres departamentos militares dentro del Departamento de Defensa de los Estados Unidos. Fue establecido por una ley del Congreso el 30 de abril de 1798, a instancias del secretario de Guerra James McHenry, para proporcionar una estructura organizativa gubernamental a la Armada de los Estados Unidos (USN). 
Desde 1834, el departamento ha ejercido jurisdicción sobre el Cuerpo de Marines de los Estados Unidos (USMC) y, durante tiempos de guerra, sobre la Guardia Costera de los Estados Unidos (USCG). Estas ramas permanecen en todo momento independientes y en igualdad de condiciones dentro del DON. Está dirigido por el secretario de la Marina (SECNAV), un oficial civil Control civil del ejército estatutario.
El Departamento de la Marina fue un departamento ejecutivo, cuyo secretario sirvió en el gabinete del presidente, hasta 1949, cuando las enmiendas a la Ley de Seguridad Nacional de 1947 establecieron el Departamento de Defensa como un departamento unificado para todos los servicios militares; El DoN, junto con el Departamento del Ejército y el Departamento de la Fuerza Aérea, se convirtió en un componente del DoD, sujeto a la autoridad, dirección y control del secretario de Defensa.
De 2001 a 2019, se presentaron propuestas para cambiar el nombre del Departamento de la Marina a Departamento de la Armada y el Cuerpo de Marines con amplio apoyo en el Congreso de los Estados Unidos, pero fracasaron debido a la oposición del senador y ex oficial de la Marina de los Estados Unidos John McCain.

## Estructura organizativa

### Ramas
- Armada de los Estados Unidos.
- Cuerpo de Marines de los Estados Unidos

### Agencias Dependientes

#### Agencias de Cumplimiento de la Ley
- Servicio de Investigación Criminal Naval(NCIS)
- División de Investigación Criminal del Cuerpo de Marines de los Estados Unidos (USMC CID).
- Departamento de Policía Naval(DoD Police) - Policía civil.
- Maestro de armas(Marina de los Estados Unidos) - Policía Militar.
- Policía Militar del Cuerpo de Marines de los Estados Unidos.
- Policía Civil del Cuerpo de Marines de los Estados Unidos.
- Guardia de seguridad marítima.
- Regimiento de Fuerzas de Seguridad del Cuerpo de Marines.

#### Agencias de Inteligencia y Contrainteligencia
- Oficina de Inteligencia Naval.
- Inteligencia del Cuerpo de Marines.

#### Cuerpos JAG
- Abogacía General de la Marina de los Estados Unidos.
- División de Abogados Judiciales del Cuerpo de Marines de los Estados Unidos.